# Margaret Cecil
Pour les articles homonymes, voir Cecil et Ranelagh.
Margaret Cecil, comtesse de Ranelagh, née en 1672, baptisée le 16 avril de cette année, et morte le 21 février 1728 est une personnalité de la noblesse britannique. Elle fait partie des « Beautés de Hampton Court » (Hampton Court Beauties) peintes par Godfrey Kneller pour la reine Marie II.

## Famille
Lady Margaret est la quatrième fille de James Cecil, 3e comte de Salisbury et de Margaret Manners, fille de John Manners, 8e comte de Rutland. En 1691 (probablement au mois d'avril, donc vers son dix-neuvième anniversaire), elle épouse John Stawell, 2e Lord Stawell de Somerton (1668-1692), qui meurt un an plus tard. Le couple a une fille, Anne.
Elle se remarie ensuite, le 11 janvier 1696, avec Richard Jones, premier comte de Ranelagh avec qui elle n'a pas d'enfants.